# Xaçınçay
Xaçınçay är ett vattendrag i Azerbajdzjan. Det ligger i den centrala delen av landet, 230 km väster om huvudstaden Baku.
Trakten runt Xaçınçay består till största delen av jordbruksmark. Runt Xaçınçay är det ganska tätbefolkat, med 62 invånare per kvadratkilometer.